# Polygala apiculata
Polygala apiculata är en jungfrulinsväxtart som beskrevs av Pietro Porta. Polygala apiculata ingår i släktet jungfrulinssläktet, och familjen jungfrulinsväxter. Inga underarter finns listade i Catalogue of Life.